# Modbog
En modbog er en bog der søger at argumentere mod en eller flere andre debatskabende bøger.
Et eksempler på en modbog er  Lars Christiansen og Lars Sandbecks Gudløse hjerner. Et opgør med de nye ateister der anses som en modbog til de tre ateistiske bestsellere fra 2007 af Sam Harris, Richard Dawkins og Christopher Hitchens.